# キム・ジュヒョク
キム・ジュヒョク（金柱赫、김주혁、1972年10月3日 - 2017年10月30日）は、大韓民国の俳優。東国大学校演劇映画科卒業。父親は同じく俳優のキム・ムセン。趣味は映画鑑賞、スキー、ラフティング。2017年10月30日に交通事故により死亡。享年45歳。

## 経歴
1998年にSBS公採タレントとしてデビュー。デビュー以降、数々の人気映画や人気ドラマに出演していた。
また、2013年12月からは人気バラエティ番組『1泊2日』に出演し2年間出演。番組内では自身の言い間違いから「グテン兄さん」と呼ばれていた。

### 交通事故死
2017年10月30日午後、ソウル江南区三成洞の道路で運転中、乗用車に追突し、自身が運転する車はマンションの壁に衝突し横転した。通報を受けた消防に救助され、心肺蘇生を受けながら病院に搬送されたが、その後死亡が確認された。45歳没。死因は頭部損傷と国立科学捜査研究院が断定した。
韓国警察によると、後方で運転していた別の乗用車のドライブレコーダーの記録から、キム・ジュヒョクの乗っている車が突然普通ではない異常な動きをしたことから、キム・ジュヒョクは運転中、何らかの症状を発症し乗用車に追突してマンションに衝突したとされた。
目撃者によるとキム・ジュヒョクは事故時、胸を強く押さえていたらしく、このことから運転中に心筋梗塞を発症して事故を起こし頭部を損傷したのではないかと考えられた。だが、解剖結果によると、心臓に異常はなく、心筋梗塞の可能性は極めて低いという。また、鎮静効果のある医薬品を服用していたが、薬物反応も無く、車にも欠陥はなかった。

### 死後
故キム・ジュヒョクの死後、11月25日には韓国企業評判研究所が、韓国人が愛する映画俳優第1位にキム・ジュヒョクが選ばれた。また、12月18日には、故キム・ジュヒョクの追悼式が行われ、家族や近親者、同僚俳優やファンなど合わせて約500人が参加した。
急死してから約1年となる、2018年10月22日に行われた大鐘賞で助演男優賞と特別賞を受賞。また、10月28日には生前に出演していた「1泊2日」で1周忌追悼番組が放送され、同時間帯のバラエティー番組の中で視聴率1位となった。

## 出演

### テレビドラマ
- カイスト（1999年-2000年、SBS） - チョン・ミョンファン 役
- 愛は誰でもひとつ（2000年、MBC） - イ・ヨンジェ 役
- ライバル（2002年、SBS） - ミン・テフン 役
- 流れる川の水のように（2003年、SBS） - ソクジュ 役
- プラハの恋人（2005年、SBS） - チェ・サンヒョン 役
- テロワール（2008年-2009年、SBS） - カン・テミン 役
- 武神（2012年、MBC） - 金俊 役[13]
- ホジュン〜伝説の心医〜（2013年、MBC） - ホ・ジュン 役[14]
- 恋のスケッチ〜応答せよ1988〜（2015年-2016年、tvN） - チェ・テク 役
- アルゴン（2017年、tvN） - キム・ベクジン 役[15]

### 映画
- セイ・イエス（2001年）
- 爆烈野球団！（2002年）
- シングルス（2003年） ※日本のドラマ『29歳のクリスマス』のリメイク
- どこかで誰かに何かあれば間違いなく現れるMr.ホン（2004年） - ホン・ドゥシク 役
- クァンシクの弟クァンテ（2005年） - ユ・クァンシク 役
- 青燕（2005年）
- 愛なんていらない（2006年） - ジュリアン 役
- 妻が結婚した（2008年） - ノ・ドックン 役
- 春香秘伝 The Servant（2010年） - バンジャ 役
- 敵と共に眠る（2011年）
- 人生のストライクボール！（2011年） - ユン・ドフン 役
- ビューティー・インサイド（2015年） - ウジン 役
- ハッピーログイン（2016年）
- 荊棘の秘密（2016年） - キム・ジョンチャン 役
- コンフィデンシャル/共助（2017年） - チャ・ギソン 役
- 復讐のトリック（2017年）- ナム・ドジン 役
- 毒戦 BELIEVER（2018年） - チン・ハリム 役
- 王の預言書（2018年）

### バラエティ
- 一泊二日シーズン3（KBS）

## 受賞歴
- 2005年 SBS演技大賞 最優秀男優賞/10大スター賞(「プラハの恋人」)
- 2006年 第42回百想芸術大賞　放送部門　最優秀男性演技賞
- 2017年 第1回THE SEOUL AWARDS(더 서울어워즈)　映画部門　男優助演賞(「コンフィデンシャル/共助」）
- 2018年 第39回青龍映画賞 助演男優賞(「毒戦 BELIEVER」)
- 2018年 第55回大鐘賞 助演男優賞・特別賞(「毒戦 BELIEVER」)[16]
- 2018年 大韓民国大衆文化芸術賞 国務総理表彰[17]